# Mukah
Huyện Mukah là một huyện thuộc bang Sarawak của Malaysia. Huyện Mukah có dân số thời điểm năm 2010 ước tính khoảng 43284 người.